# Monthly Dragon Age
Pour les articles homonymes, voir Dragon Age (homonymie).
Monthly Dragon Age (月刊ドラゴンエイジ, Gekkan Doragon Eiji) est un magazine de prépublication de mangas mensuel de type shōnen édité chez Fujimi Shobo. Le magazine est le résultat d'une fusion entre Monthly Comic Dragon et Monthly Dragon Junior, deux anciens magazines du même éditeur. Un nouveau numéro est mis en vente le 9 de chaque mois depuis avril 2003.
Une édition spéciale du magazine, nommée Dragon Age Pure, est parue entre janvier 2006 et février 2009.

## Mangas prépubliés
- A-kun (17) no Sensô
- Armored core: tower city blade
- Black blood brothers
- Blaze
- Bremen
- Chrome shelled regios
- Chrome shelled regios - missing mail
- Chrono crusade
- Dakara Boku Wa H Ga Dekinai
- Demon heart
- Densetsu no yûsha no densetsu
- Densha gakuen mohamohagumi
- Devel 17 hôkago no kyôsenshi
- Diebuster
- Dorotea: majo no kanazuchi
- Fullmetal panic! Σ (fullmetal panic! sigma)
- Galaxy angel
- Goshûshô-sama Ninomiya-kun
- Gosick
- Hageruya!
- Highschool of the dead
- High school DxD
- Iinari! aibure-shon
- Isekai nonbiri nōka
- Itsuka Tenma no kuro usagi
- Ikoku meiro no kurowaaze
- Kamen no maid guy
- Kanon
- Karin
- Kaze no stigma
- Kiyoshirô denki file
- Est-ce un zombie ?
- Kono subarashii sekai ni shukufuku o!
- Kyoshirô to hatenai sora
- Lemon ni vitamin C wa sorehodo fukumareteinai
- Lolicon phoenix
- Maburaho
- Maken-ki!
- Marianas densetsu
- Mei no naisho
- Mizore no kyôshitsu
- Mizuiro splash
- Murabito desu ga nani ka?
- Namara! my love
- Nodoka nobody
- Orufiina saga
- Omamori Himari
- Ore fetish: Ichigo-chan ki wo tsukete
- Otaku no musume-san
- Pixy gale
- Reimondo
- Rocket knights
- Rune factory 2
- Sasami: mahou shoujo club
- Satôgashi no dangan wa uchinukenai
- Scrapped princess
- Shinigami to chocolate parfait
- Slayers evolution-R
- Slayers revolution
- Sôkô no strain
- Mahoutsukai ni taisetsuna koto
- Supa supa
- Tenchi Muyo!
- Tengoku kara miteita umi
- Tetsunagi kooni
- Trinity Seven - 7nin no mahou tsukai
- The third
- Tsubame syndrome
- Tsuiteru kanojo
- Triage X
- Unlimited wings
- Variante
- Yaeka no karte
- Yami ni koishita Hitsuji-chan
- Zero in ("à bout portant")